# Kleistpark Frankfurt (Oder)

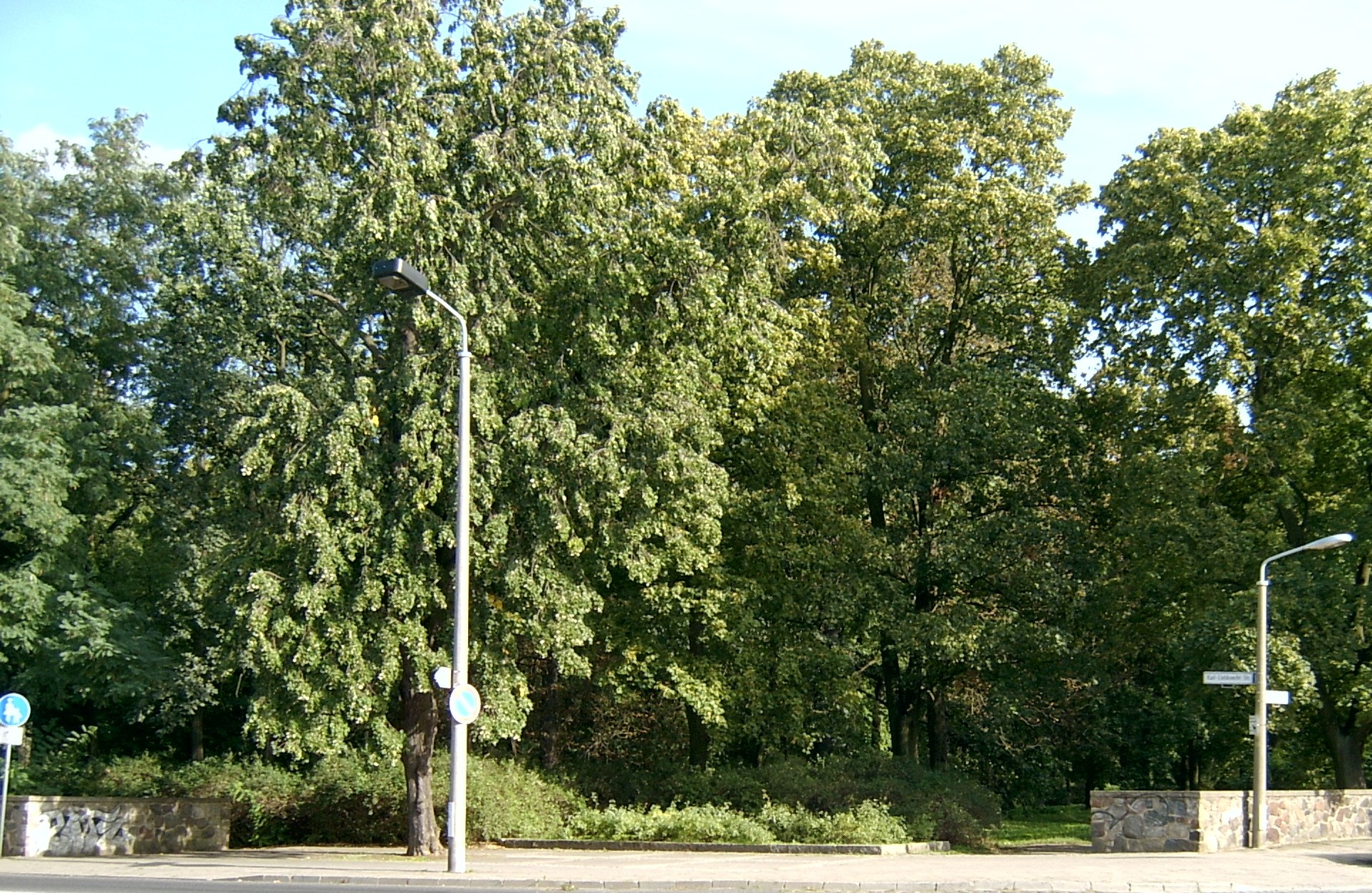
Kleistpark

Der Kleistpark ist eine Grünanlage in Frankfurt (Oder) benannt nach Heinrich von Kleist. Der heute etwa sechs Hektar große Park liegt im Stadtteil „Obere Stadt“ (Wohnbezirke 105 bzw. 505). Er wird im Norden von der Karl-Liebknecht-Straße, im Osten von der zur Leipziger Straße zählenden Autostraße, im Süden von der Fürstenwalder Straße und im Westen von der Humboldtstraße begrenzt.

## Geschichte
1802 wurde am Westrand der Stadt ein Friedhof eingerichtet. Die Grenzen des ehemaligen Friedhofs markieren heute im Norden die Karl-Liebknecht-Straße und die Rosa-Luxemburg-Straße, im Osten die Franz-Mehring-Straße, im Süden die Straße Am Kleistpark und die Fürstenwalder Straße und im Westen die Humboldtstraße.
Nach Einrichtung des heutigen Hauptfriedhofes bürgerte sich die Bezeichnung „Alter Friedhof“ ein. Unter den auf dem „Alten Friedhof“ Bestatteten war unter anderem der 1884 verstorbene Militärmusiker und Komponist Gottfried Piefke. Seine Grabstelle ist nicht erhalten.
Der Friedhof wurde im Zweiten Weltkrieg schwer beschädigt. Von 1950 bis 1953 wurde der Friedhof in einen Volkspark umgewandelt und erhielt während der Feiern aus Anlass des Jubiläums der urkundlichen Ersterwähnung Frankfurts 1253 den Namen „Kleistpark“ zu Ehren des in Frankfurt (Oder) geborenen Dichters Heinrich von Kleist. Die Umgestaltung des Friedhofs löste zwar Protest aus, trotzdem nahm das Nationale Aufbauwerk (NAW) die Arbeiten vor. Die hohe Friedhofsmauer wurde bis auf 1 m Höhe abgetragen. Von den Gräbern blieben nur wenige erhalten. In den 1950er und 1960er Jahren befanden sich mehrere Tiergehege im Kleistpark. 1966 eröffnete in der Straße Am Kleistpark (früher Gurschstraße) die Frankfurter Poliklinik (das heutige „Ärztehaus“).
In den 1970er und 1980er Jahren wurde der Park um über die Hälfte verkleinert, auf der abgetrennten Fläche wurden elfstöckige Plattenbau-Wohngebäude errichtet. Die Wohnhäuser wurden durch eine Anfang der 1980er Jahre neu gebaute vierspurige, tief ins Gelände einschneidende Autostraße vom Kleistpark getrennt. Das „Café im Kleistpark“ wurde ebenfalls durch die Schnellstraße vom Kleistpark getrennt, heißt heute „Café am Kleistpark“ und ist vom Kleistpark aus über die Ernst-Thälmann-Brücke erreichbar. Die Brücke ersetzt das durch die Schnellstraße fehlende Stück der Ernst-Thälmann-Straße. Als Ausgleichsmaßnahme für die Bodenversiegelung wurde in der Nähe des Kleistparks der Botanische Garten Frankfurt (Oder) angelegt.
Während der Errichtung der Autostraße wurde das verbliebene Parkgelände erneut umgestaltet. Dabei blieben nur noch wenige ausgewählte Grab- und Ehrenmale erhalten.

## Grab- und Ehrenmale

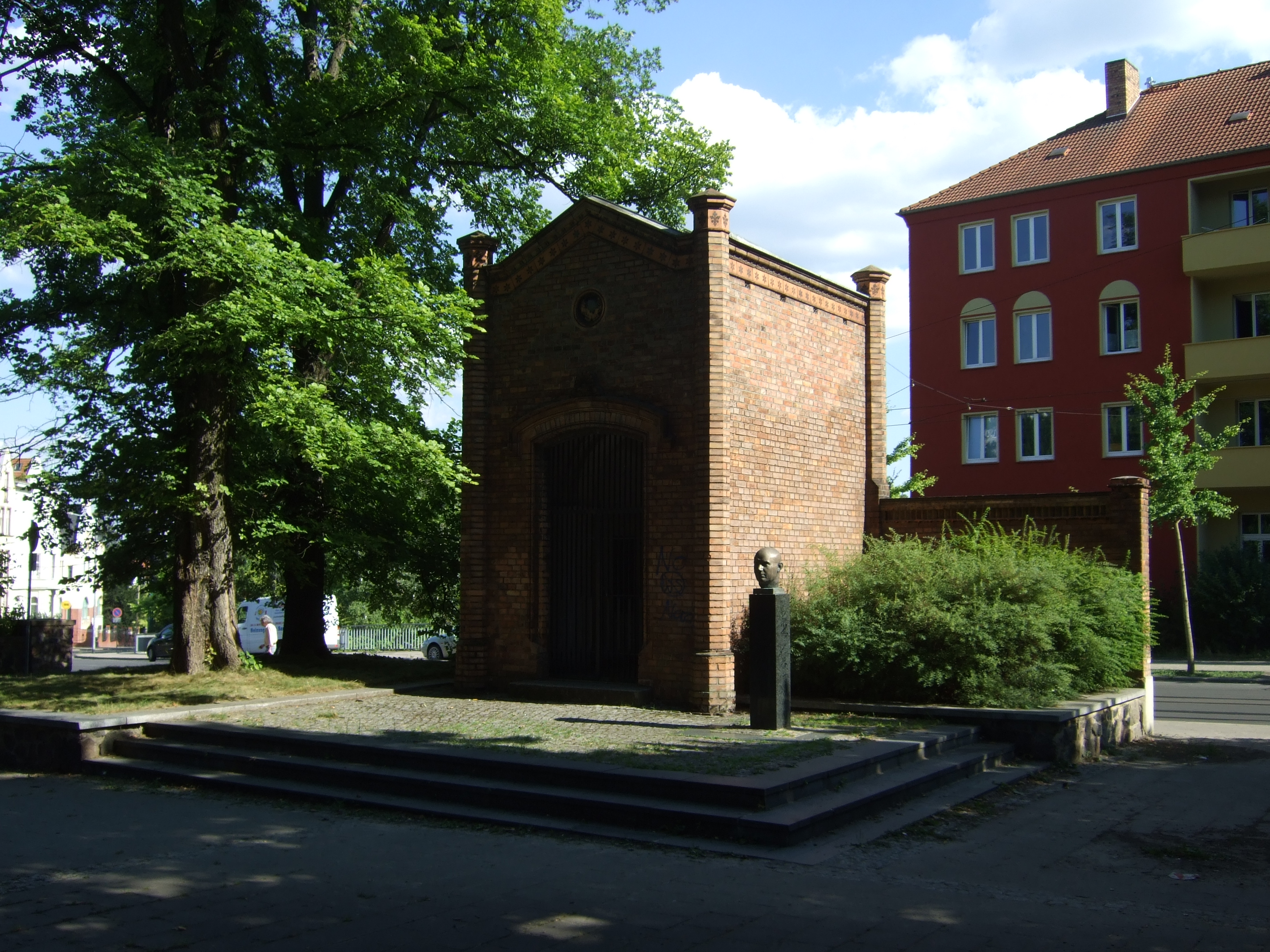
Zu einer Gedenkstätte für Ernst Thälmann umgewidmete Familiengrabstätte des Fabrikanten Otto Strahl.
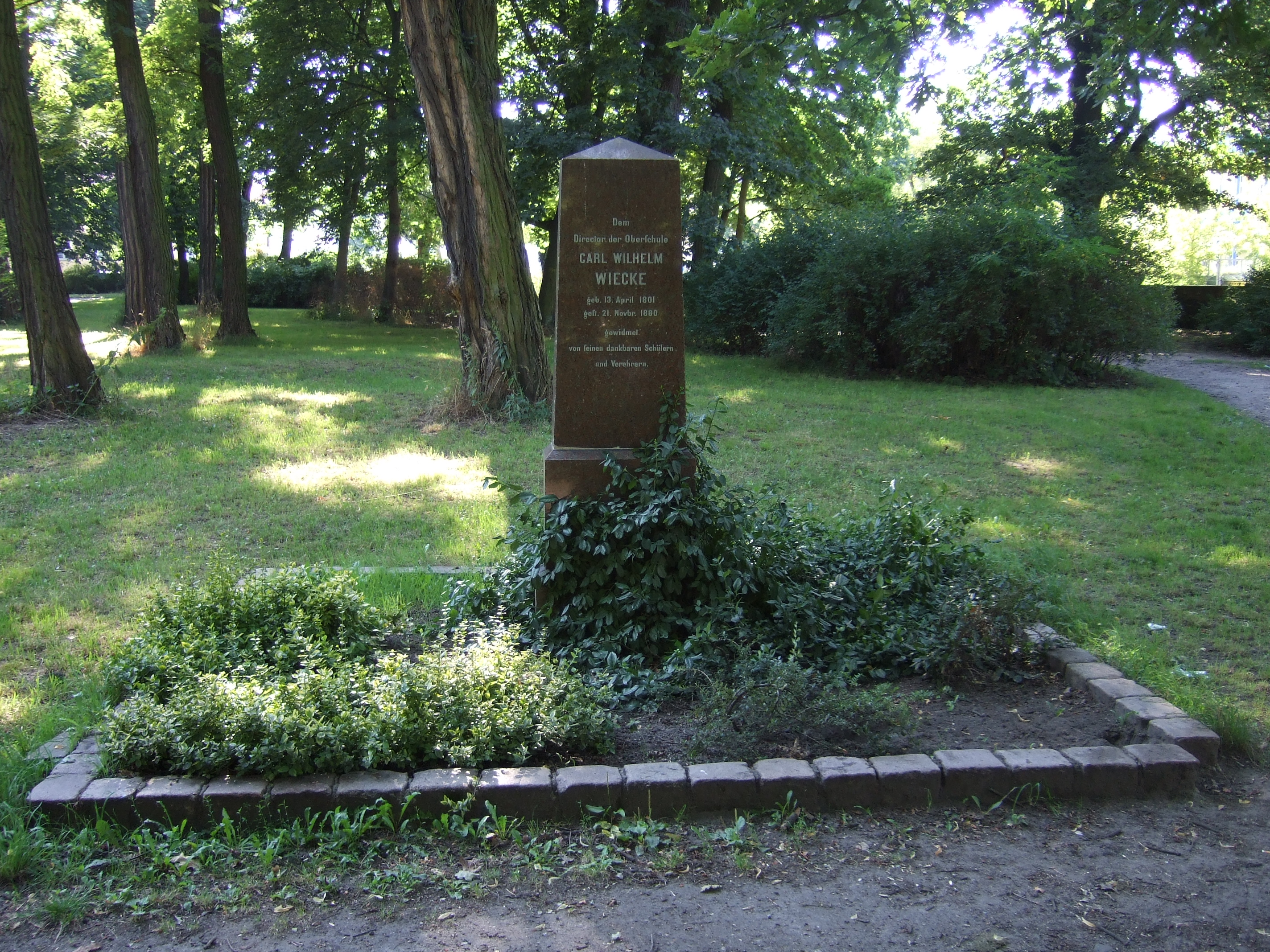
Gedenkstein für den Pädagogen und Politiker Carl Wilhelm Wiecke
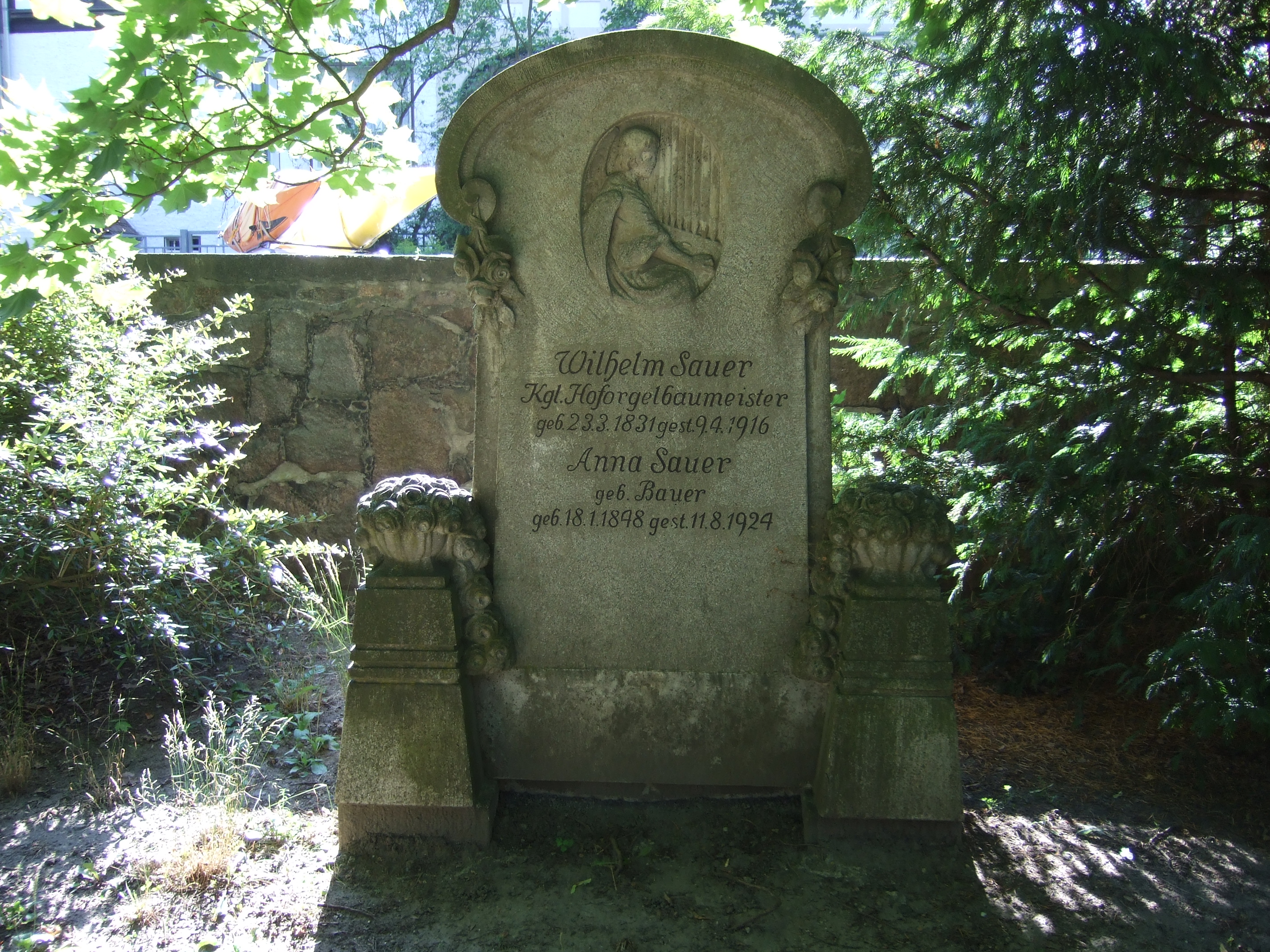
Grabstein für den Orgelbaumeister Wilhelm Sauer und seine Frau Anna Sauer geborene Bauer
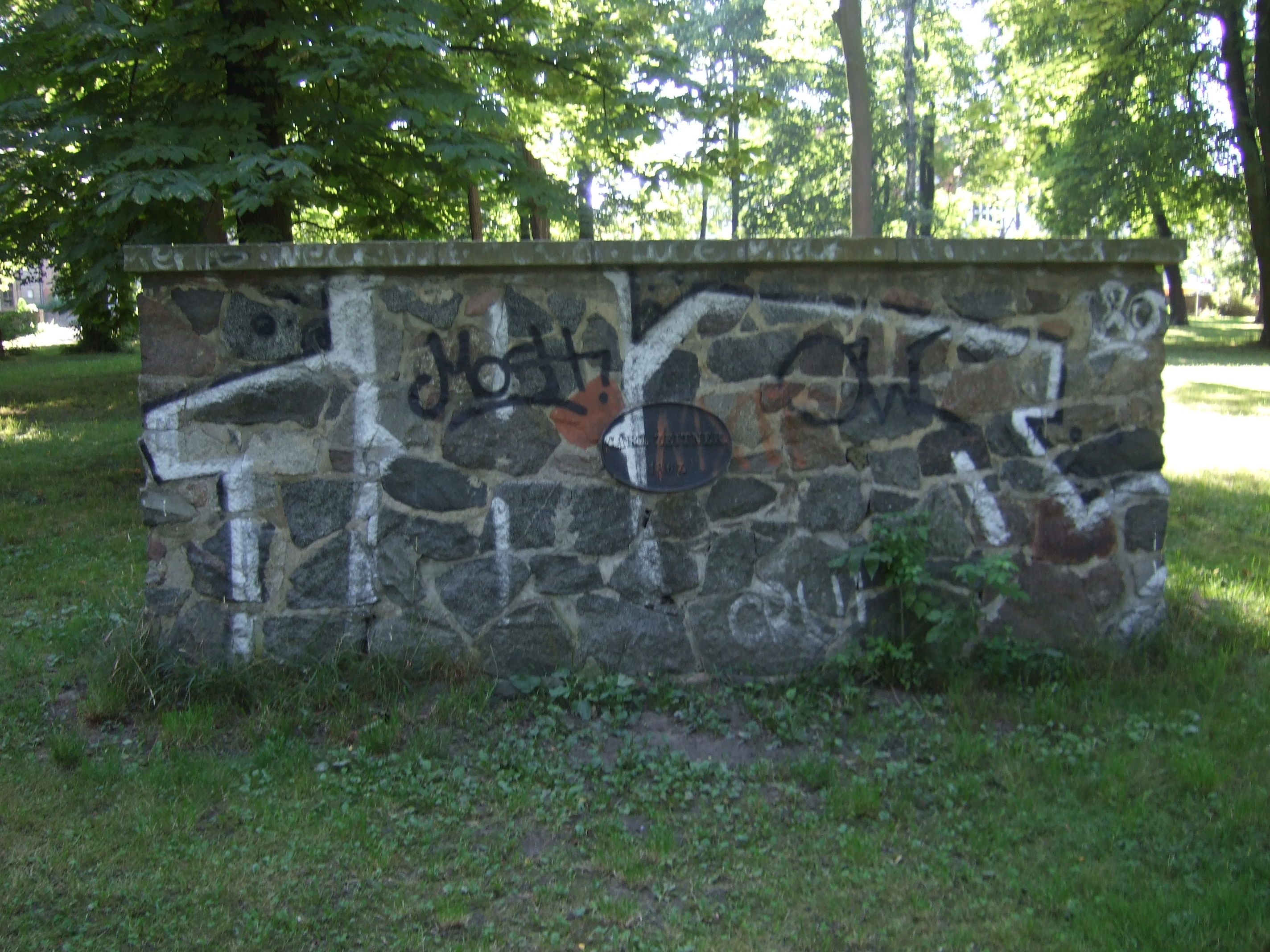
Gedenkstein für Carl Zeitner.

Der Gedenkstein für Albrecht Zehme steht heute auf dem verlorenen Gelände des Kleistparks im Thomas-Müntzer-Hof. Die Gedenk- und Grabsteine von Ernst Martini und Christian Wilhelm Spieker wurden in den 1980er Jahren mutwillig zerstört. Der Grabstein von Ulrike von Kleist wurde gestohlen. Eine Kopie stand im Hof des Kleisthauses, wurde aber ebenfalls gestohlen. An ihrer Stelle steht heute eine vereinfachte Nachbildung.